# MPreis
MPreis è una catena di supermercati austriaca di cui una particolarità è lo stile architettonico individuale delle singole filiali. Nel 2004 la società ha infatti rappresentato l'Austria alla Biennale di Architettura di Venezia.
Tra le linee di vendita più importanti ci sono i supermercati MPREIS, i panifici Baguette e il servizio di vendita all’ingrosso T&G.

## Storia e diffusione
Fondata a Innsbruck nel 1920 come bottega di alimentari della signora Therese Mölk (1872-1958), si diffonde nei dintorni della capitale tirolese col nome di Mölk Brot (nel 1927 la fondatrice si sposa e da allora la conduzione dell'azienda rimarrà sempre di stampo familiare). Negli anni settanta diventa società per azioni e assume la denominazione attuale.
La maggior parte dei punti vendita, in costante espansione, si trova nello stato federale del Tirolo; nel resto dell'Austria la diffusione è limitata alla Carinzia, al Salisburghese, all’Alta Austria e al Vorarlberg.
Dal 2004, a testimoniare la vocazione tirolese del marchio, hanno aperto 25 supermercati nella provincia autonoma di Bolzano, due filiali a Brunico, Bressanone, Varna, Bolzano, Lana, due negozi a Lagundo, Sinigo, Naturno, Rifiano, Castelrotto, Termeno, Silandro, Prato allo Stelvio, Perca, San Martino in Badia, Prato all'Isarco, Egna, Renon, Campo Tures, San Paolo (comune di Appiano sulla Strada del Vino) e Scena.
Secondo il sito ufficiale nel 2018, l'azienda è la seconda per fatturato in Tirolo e utilizza 200 fornitori locali.
Impiega circa 6100 persone di 60 nazionalità diverse.
L'azienda ha due stabilimenti di produzione, il panificio Bäckerei Therese Mölk, il più grande del Tirolo, e la macelleria Alpenmetzgerei. La sede centrale dell'azienda e il centro logistico con magazzino e parco automezzi propri, nonché i due stabilimenti di produzione si trovano a Völs, nei pressi di Innsbruck.

## Punti vendita
Dettaglio della rete di vendita dei supermercati MPreis per Paese:
| Paese   | numero di negozi |
| ------- | ---------------- |
| Austria | 273              |
| Italia  | 26               |